# Asien-Meisterschaften im Straßenradsport 2024
Die Asien-Meisterschaften im Straßenradsport 2024 fanden vom 5. bis 12. Juni in Almaty in Kasachstan statt. Sie wurden durch den kasachischen Radsportverband im Auftrag des Asiatischen Radsportverbands ACC ausgerichtet. Es war die 43. Austragung dieser Meisterschaften. Im Rahmen derselben Veranstaltung fanden auch Wettbewerbe im Paracycling statt, außerdem noch Rennen der Masters-Kategorie.

## Beteiligung
Es gingen 306 Athleten aus 26 asiatischen Nationen an den Start, und zwar aus Afghanistan, Bahrain, China, Hongkong, Indien, Indonesien, Irak, dem Iran, Japan, Kasachstan, Kirgistan, Macau, Malaysia, der Mongolei, Oman, Pakistan, den Philippinen, Saudi-Arabien, Südkorea, Tadschikistan, Taiwan, Thailand, Turkmenistan, Usbekistan, den Vereinigten Arabischen Emiraten und Vietnam. Die Vertreter Afghanistans nahmen unter der Flagge der Islamischen Republik Afghanistans teil.

## Ablauf
Das Programm war identisch zum Vorjahr; es bestand aus Straßenrennen und Einzelzeitfahren der sechs international anerkannten Kategorien (Elite, U23 und Junioren, jeweils bei Männern und Frauen). Das Straßenrennen der Frauen Elite und Frauen U23 fand gemeinsam statt, aber mit getrennten Wertungen. An Mannschaftswettbewerben gab es Mixed-Staffeln für Elite und Junioren. Das Programm begann offiziell am 5. Juni, die eigentlichen Wettkämpfe starteten am Tag danach.
- 6. Juni: Mixed-Staffel Elite, Junioren
- 7. Juni: Einzelzeitfahren Juniorinnen, Junioren
- 8. Juni: Einzelzeitfahren Männer U23
- 9. Juni: Einzelzeitfahren Frauen U23 und Elite, Männer
- 10. Juni: Straßenrennen Junioren, Männer U23
- 11. Juni: Straßenrennen Juniorinnen, Frauen U23 und Elite
- 12. Juni: Straßenrennen Männer

Alle Rennen wurden auf einem Rundkurs in einem Industriegebiet im Nordwesten des Stadtgebiets ausgetragen, der bei Bedarf mehrfach durchlaufen wurde. Start und Ziel waren jeweils vor der Almaty Arena.

## Ergebnisse

### Männer

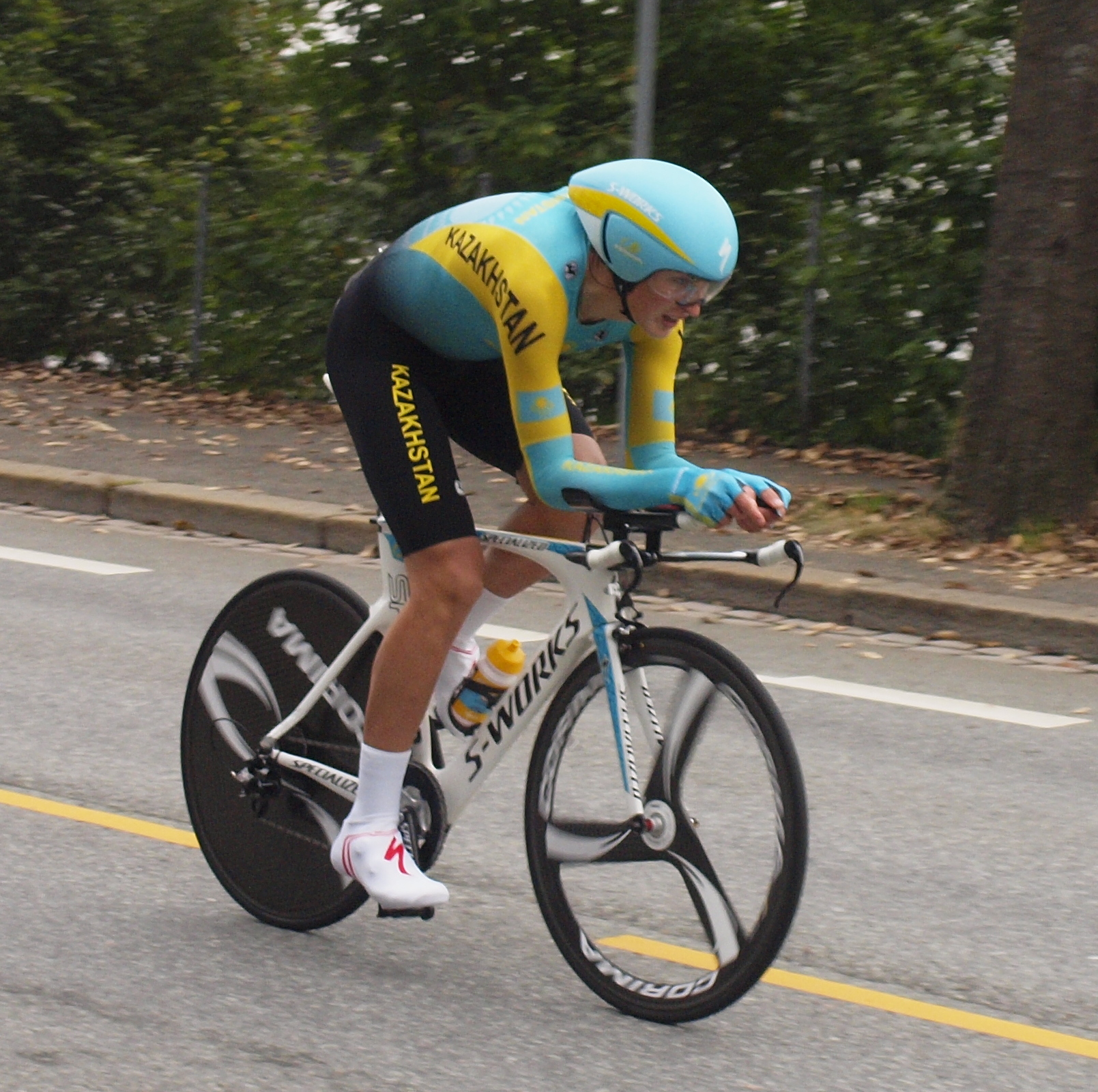
Jewgeni Fedorow gewann zum dritten Mal in Folge das Einzelzeitfahren der Männer.

Straßenrennen: 151 km
| Rang | Name                          | Zeit (h) |
| ---- | ----------------------------- | -------- |
| 1    | Kim Eu-ro                     | 3:21:46  |
| 2    | Lyu Xianjing                  | gl. Zeit |
| 3    | Jewgeni Fedorow               | gl. Zeit |
| 4    | Muhammad Nur Aiman Bin Rosli  | gl. Zeit |
| 5    | Masaki Yamamoto               | gl. Zeit |
| 6    | Gleb Brussenski               | gl. Zeit |
| 7    | Sarawut Sirironnachai         | gl. Zeit |
| 8    | Sainbajaryn Dschambaldschamts | gl. Zeit |
| 9    | Jung Woo-ho                   | gl. Zeit |
| 10   | Navuti Liphongyu              | gl. Zeit |

Einzelzeitfahren: 40 km
| Rang | Name                          | Zeit (min) |
| ---- | ----------------------------- | ---------- |
| 1    | Jewgeni Fedorow               | 49:46      |
| 2    | Dmitri Grusdew                | + 0:35     |
| 3    | Yukiya Arashiro               | + 2:00     |
| 4    | Sergio Tu                     | + 2:19     |
| 5    | Vincent Lau Wan-yau           | + 3:05     |
| 6    | Xue Ming                      | + 3:07     |
| 7    | Peerapol Chawchiangkwang      | + 3:48     |
| 8    | Sainbajaryn Dschambaldschamts | + 3:55     |
| 9    | Muhammad Nur Aiman Bin Rosli  | + 4:32     |
| 10   | Murodjon Xolmurodov           | + 4:36     |

### Frauen
Straßenrennen: Das 112,5 km lange Rennen wurde von den Frauen der Kategorien Elite und U23 zugleich bestritten. Die besten U23-Fahrerinnen kamen auf den Rängen 6, 7 und 10 ins Ziel, wurden aber getrennt gewertet. Das Ergebnis der Elite war wie folgt:

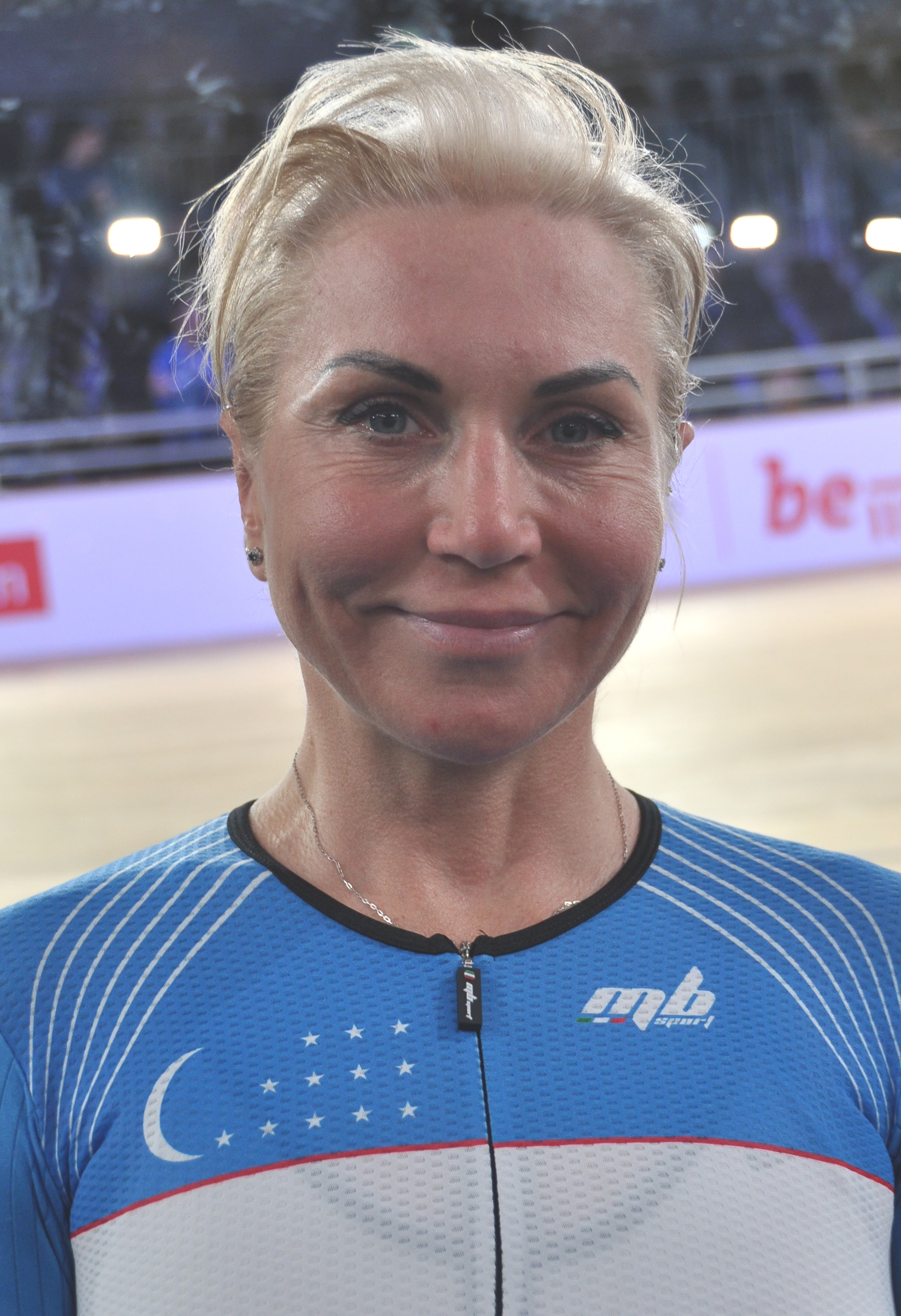
Olga Sabelinskaja (Foto von 2020) verteidigte erfolgreich ihren Titel im Einzelzeitfahren der Frauen.

| Rang | Name                  | Zeit (h) |
| ---- | --------------------- | -------- |
| 1    | Song Min-ji           | 2:56:51  |
| 2    | Nguyễn Thị Thật       | gl. Zeit |
| 3    | Tang Xin              | gl. Zeit |
| 4    | Zeng Luyao            | gl. Zeit |
| 5    | Firotika Magh Marenda | gl. Zeit |
| 6    | Lee Sze-wing          | gl. Zeit |
| 7    | Anschela Solowjewa    | gl. Zeit |
| 8    | Lee Eun-hee           | gl. Zeit |
| 9    | Safiya Al Sayegh      | gl. Zeit |
| 10   | Olga Sabelinskaja     | gl. Zeit |

Einzelzeitfahren: 20 km
| Rang | Name                   | Zeit (min) |
| ---- | ---------------------- | ---------- |
| 1    | Olga Sabelinskaja      | 28:07      |
| 2    | Yanina Kuskova         | + 0:55     |
| 3    | Rinata Sultanowa       | + 1:21     |
| 4    | Leung Wing Yee         | + 1:55     |
| 5    | Agustina Delia Priatna | + 1:58     |
| 6    | Phetdarin Somrat       | + 2:16     |
| 7    | Tsai Ya Yu             | + 2:23     |
| 8    | Safiya Al Sayegh       | + 2:33     |
| 9    | Nguyen Thi Thu Mai     | + 2:44     |
| 10   | Cui Yuhang             | + 2:48     |

### Männer U23
Straßenrennen: 125,4 km
| Rang | Name                 | Zeit (h) |
| ---- | -------------------- | -------- |
| 1    | Abdulla Jasim Al-Ali | 2:55:27  |
| 2    | Mohammad Almutaiwei  | gl. Zeit |
| 3    | Ali Labib            | + 2:08   |

Einzelzeitfahren: 34 km
| Rang | Name              | Zeit (min) |
| ---- | ----------------- | ---------- |
| 1    | Nikolas Winokurow | 45:39      |
| 2    | Andrei Remche     | + 0:03     |
| 3    | Tullatorn Sosalam | + 0:23     |

### Frauen U23
Straßenrennen: Die Frauen U23 fuhren zusammen mit der Elite im 112,5 km langen Straßenrennen, wurden aber getrennt gewertet. Die besten U23-Fahrerinnen kamen auf den Rängen 6, 7 und 10 ins Ziel und bildeten damit das Podium der U23.
| Rang | Name                 | Zeit (h) |
| ---- | -------------------- | -------- |
| 1    | Akpeil Ossim         | 2:56:51  |
| 2    | Dewika Mulya Sova    | gl. Zeit |
| 3    | Jelisaweta Skljarowa | gl. Zeit |

Einzelzeitfahren: 20 km
| Rang | Name              | Zeit (min) |
| ---- | ----------------- | ---------- |
| 1    | He Hongyang       | 29:28      |
| 2    | Dewika Mulya Sova | + 0:11     |
| 3    | Akpeil Ossim      | + 0:30     |

### Junioren
Straßenrennen: 112,5 km
| Rang | Name                | Zeit (h) |
| ---- | ------------------- | -------- |
| 1    | Julian Abi Manyu    | 2:38:40  |
| 2    | Lee Ya Lun          | gl. Zeit |
| 3    | Phetphanom Panmaung | gl. Zeit |

Einzelzeitfahren: 20 km
| Rang | Name                     | Zeit (min) |
| ---- | ------------------------ | ---------- |
| 1    | Zhang En Teng            | 26:56      |
| 2    | Dendra Aditama Purniawan | + 0:24     |
| 3    | Michail Podluschnyj      | + 0:49     |

### Juniorinnen
Straßenrennen: 61,5 km
| Rang | Name               | Zeit (h) |
| ---- | ------------------ | -------- |
| 1    | Liu Shang Ying     | 1:46:38  |
| 2    | Angelina Burenkowa | gl. Zeit |
| 3    | Jewgenija Saam     | gl. Zeit |

Einzelzeitfahren: 16 km
| Rang | Name             | Zeit (min) |
| ---- | ---------------- | ---------- |
| 1    | Marija Jelkina   | 22:51      |
| 2    | Samira Ismailova | + 0:37     |
| 3    | Harshita Jakhar  | + 0:45     |

### Mixed-Staffeln
Elite: Männer wie Frauen fuhren jeweils eine Runde von 20 Kilometern Länge. Außer den Medaillengewinnern waren noch die Mannschaften aus China, Thailand, Indonesien, den Philippinen und Indien am Start.
| Rang | Mannschaft | Zeit (min) |
| ---- | --- | ---------- |
| 1    | Kasachstan (Jewgeni Fedorow, Dmitri Grusdew, Igor Tschschan, Machabbat Umutschanowa, Rinata Sultanowa, Faina Potapowa)         | 51:08      |
| 2    | Usbekistan (Murodjon Xolmurodov, Daniil Yevdokimov, Begzod Raximboyev, Olga Sabelinskaja, Margarita Misyurina, Yanina Kuskova) | + 1:30     |
| 3    | Hongkong (Ng Pak Hang, Leung Wing Yee, Leung Bo Yee, Lee Sze-wing, Chu Tsun Wai, Vincent Lau Wan-yau)                          | + 2:07     |

Junioren: Es wurden zwei Runden à 16 km gefahren. Außer den Medaillengewinnern war noch ein Team aus Indien am Start.
| Rang | Mannschaft | Zeit (min) |
| ---- | --- | ---------- |
| 1    | Kasachstan (Alik Batyrchan, Mansur Beissembai, Michail Podluschnyj, Angelina Burenkowa, Jekaterina Udowykina, Jewgenija Saam)      | 41:27      |
| 2    | Usbekistan (Alimardon Jamoliddinov, Behzod Bahodirov, Mukhriddin Safarov, Samira Ismailova, Viktoriya Polzunova, Madina Davronova) | + 1:24     |
| 3    | Thailand (Aphisit Supan, Suphannika Chantorn, Natcha Songkhen, Pittayapron Seatun, Peerawit Supoken, Thanapat Sakuntae)            | + 1:59     |

## Medaillenspiegel
| Platz  | Land                         | Gold | Silber | Bronze | Gesamt |
| ------ | ---------------------------- | ---- | ------ | ------ | ------ |
| 1      | Kasachstan                   | 6    | 3      | 6      | 15     |
| 2      | Chinesisch Taipeh            | 2    | 1      | 0      | 3      |
| 3      | Südkorea                     | 2    | 0      | 0      | 2      |
| 4      | Usbekistan                   | 1    | 4      | 0      | 5      |
| 5      | Indonesien                   | 1    | 3      | 0      | 4      |
| 6      | Volksrepublik China          | 1    | 1      | 1      | 3      |
| 7      | Vereinigte Arabische Emirate | 1    | 1      | 0      | 2      |
| 8      | Vietnam                      | 0    | 1      | 0      | 1      |
| 9      | Thailand                     | 0    | 0      | 3      | 3      |
| 10     | Hongkong                     | 0    | 0      | 1      | 1      |
| 10     | Indien                       | 0    | 0      | 1      | 1      |
| 10     | Iran                         | 0    | 0      | 1      | 1      |
| 10     | Japan                        | 0    | 0      | 1      | 1      |
| Gesamt | Gesamt                       | 14   | 14     | 14     | 42     |